# Piroseqüenciació
La piroseqüenciació o seqüenciació 454 és una tecnologia de determinació de seqüència de DNA a gran escla que es pot aplicar a genomes complets mitjançant lluminiscència. A diferència del sistema de Sanger, capaç de resoldre 67.000 bases cada hora, el mètode 454 pot determinar la seqüència de 20 milions en 4,5 hores, la qual cosa abarateix la despesa del procés.

## Fonament
La mostra biològica es carrega en una placa PicoTiterPlate Device, de fibra òptica, que permet de transmetre la llum produïda per quimiolluminiscència durant la reacció de seqüenciació fins a la càmera CCD de captació d'imatges. Aquesta placa té moltes tassetes.
La particularitat és la mida del DNA a seqüenciar en cada tasseta: ha de ser entre 500 i 1000 nucleòtids. La genoteca de DNA genòmic amb què començar la seqüenciació es carrega a la placa, cada fragment s'hi amplifica de forma aïllada mitjançant emPCR o PCR basada en emulsió de mode que s'amplifiqui fins a 10 milions de vegades. Aquest increment facilita la detecció del senyal.
El fonament de la seqüenciació es basa a controlar el flux seqüencial i cíclic de nucleòtids sobre la placa en combinació amb un sistema de detecció biolluminiscent que permet de convertir els productes generats durant la incorporació de nucleòtids (pirofosfat) en llum (mitjançant la lucifrasa) que és detectable pel dispositiu CCD.

## Procediment[1]

Funcionament de la piroseqüenciació.

La seqüenciació per síntesi implica agafar una cadena senzilla del DNA que s'ha de seqüenciar i aleshores sintetitzar la seva complementària enzimàticament. La piroseqüenciació és un mètode que es basa en la detecció de l'activitat DNApolimerasa mitjançant l'ús d'un altre enzim quimioluminiscent. Essencialment, el mètode permet la seqüenciació d'una cadena senzilla de DNA mitjançant la síntesi de la complementària, una base cada vegada i detectant quina base s'ha unit en cada pas. El DNA motlle és immòbil i es van afegint i eliminant solucions de nucleòtids A, C, G i T seqüencialment de la reacció. La llum es produeix només quan el nucleòtid afegit complementa la primera base desaparellada del DNA motlle. La seqüència de solucions que produeixen senyals quimioluminiscents permeten la determinació de la seqüència del DNA motlle.
Per la versió de piroseqüenciació basada en solucions, la cadena senzilla de DNA motlle (ssDNA) s'hibrida amb un primer de seqüenciació i s'incuba amb els següents enzims: DNApol, ATPsulfurilasa, luciferasa i apirasa. També amb els següents substrats: APS (adenosina 5’ fosfosulfat) i luciferina.
1) L'addició d'un dels quatre dNTPs inicia el procés. Si la DNApol l'incorpora correctament, en la reacció s'allibera pirofosfat (PPi).
2) L'enzim ATPsulfurilasa, a partir del PPi i del APS forma ATP.
3) Aquest producte actua com a substrat per la luciferasa que convertirà la luciferina a oxiluciferina (aquesta genera llum visible en quantitats proporcionals a la quantitat d'ATP).
4) La llum produïda per la oxiluciferina es detecta amb una càmera i s'analitza mitjançant programes informàtics.
5) Els dNTP no incorporats i l'ATP són degradats per l'apirasa, de manera que la reacció pot tornar a començar per incorporar un altre nucleòtid.